# Pixelon
Pixelon fue una empresa puntocom fundada en 1998 que prometía una mejor distribución de vídeo de alta calidad a través de Internet. Tenía su sede en San Juan Capistrano, California. Ganó fama por su extravagante fiesta de lanzamiento en Las Vegas, seguida por su repentino y violento declive menos de un año después, cuando se hizo evidente que estaba usando tecnologías que eran, de hecho, falsas o tergiversadas. Su fundador, «Michael Fenne», era en realidad David Kim Stanley, un delincuente convicto involucrado en estafas de acciones que estaba «fugado y viviendo en la parte trasera de su coche» cuando llegó a California dos años antes. En el año 2000, Pixelon comenzó a despedir empleados y a reducir sus operaciones hasta su quiebra.

## iBash '99
El evento de fiesta para el lanzamiento del producto de Pixelon, llamado «iBASH '99», se celebró el 29 de octubre de 1999, en el MGM Grand Las Vegas, con un costo reportado de US$16 millones. El evento incluyó actuaciones de Chely Wright, LeAnn Rimes, Faith Hill, Dixie Chicks, Sugar Ray, Natalie Cole, Kiss, Tony Bennett, The Brian Setzer Orchestra, y un reencuentro de The Who.
Pixelon anunció que iBash sería transmitido a través de Internet como una demostración de tecnología. La transmisión en directo mostró mensajes de error a miles de personas, y la mayoría de los que vieron el concierto lo hicieron con el software de transmisión en tiempo real de Microsoft en lugar del de Pixelon. Pixelon alquiló la pantalla de Astrovision en Times Square en la ciudad de Nueva York para mostrar una transmisión en vivo del evento por más de ocho horas. Un programa editado de 2 horas de duración fue transmitido el 30 de octubre de 1999 en Pax TV (ahora conocido como ION Television).
iBash fue producido por Woody Fraser Productions y fue presentado en vivo por David Spade y Cindy Margolis. The Who publicó más tarde su set en DVD titulado The Vegas Job, con dos breves entrevistas previas al programa con Roger Daltrey y John Entwistle, y una breve entrevista después de un accidente con David Kim Stanley admitiendo que había malversación de fondos. David Stanley tiene un canal en YouTube con algunos vídeos realizados cuando era más joven, así como algunos de los vídeos promocionales de Pixelon.